# Виорел Молдован
Виорел Дину Молдован (рум. Viorel Dinu Moldovan; Бистрица, 8. јул 1972) бивши је румунски фудбалер.

## Каријера
Играо је у млађим категоријама Глорије из Бистрице. Дебитовао је као сениор у румунском фудбалском првенству 1990. године. До 1993. године играо је у Глорији, а затим прелази у Динамо Букурешт. После две добро одигране сезоне, прелази у швајцарски Ксамакс из Нојшатела, где је играо у сезони 1995/96. Постигао је 19 голова на 32 утакмице. Године 1996. прелази у Грасхоперс, где је у две сезоне дао 44 гола на 51 утакмици, што му је омогућило трансфер у Ковентри сити.
У Енглеској није много играо пошто је дао само 2 гола у 14 наступа: на крају сезоне 1997/98. се преселио у турски Фенербахче, где је играо две сезоне.
На ранг листи 50 најгорих нападача који су икада играли у Премијер лиги, Молдован је на седамнаестом месту.
Године 2000. прешао је у француски клуб Нант, где је играо до 2003. године, а кратко време игра у Катару за Ал-Вахду. У Француској је затим поново играо за Нант на само 12 утакмица, али је постигао 11 голова.
Вратио се у Швајцарску 2004. године, у Сервет, где је играо једну сезону. Године 2005. је одлучио да се врати у своју отаџбину Румунију, у клуб Политехника из Темишвара; 2006. године прелази у Рапид Букурешт, где је 2007. завршио играчку каријеру.

## Репрезентација
Молдован је играо 70 утакмица и постигао 25 голова за Румунију. У репрезентацији је наступао између 1993. и 2005. године. Осим на Светском првенству 1994. године, играо је за своју земљу и на два Европска првенства 1996. и 2000, као и на Светском првенству 1998. године у Француској где је дао голове Енглеској и Тунису.

### Голови за репрезентацију
| #   | Датум              | Место      | Противник            | Гол | Резултат | Такмичење                                 |
| --- | ------------------ | ---------- | -------------------- | --- | -------- | ----------------------------------------- |
| 1.  | 24. април 1996.    | Букурешт   | Грузија              | 1–0 | 5–0      | Пријатељска                               |
| 2.  | 24. април 1996.    | Букурешт   | Грузија              | 2–0 | 5–0      | Пријатељска                               |
| 3.  | 24. април 1996.    | Букурешт   | Грузија              | 3–0 | 5–0      | Пријатељска                               |
| 4.  | 31. август 1996.   | Букурешт   | Литванија            | 1–0 | 3–0      | Квалификације за Светско првенство 1998.  |
| 5.  | 29. март 1997.     | Букурешт   | Лихтенштајн          | 1–0 | 8–0      | Квалификације за Светско првенство 1998.  |
| 6.  | 2. април 1997.     | Вилњус     | Литванија            | 1–0 | 1–0      | Квалификације за Светско првенство 1998.  |
| 7.  | 20. август 1997.   | Букурешт   | Република Македонија | 1–0 | 4–2      | Квалификације за Светско првенство 1998.  |
| 8.  | 20. август 1997.   | Букурешт   | Република Македонија | 3–1 | 4–2      | Квалификације за Светско првенство 1998.  |
| 9.  | 6. септембар 1997. | Ешен       | Лихтенштајн          | 1–0 | 8–1      | Квалификације за Светско првенство 1998.  |
| 10. | 2. април 1998.     | Букурешт   | Грчка                | 1–0 | 2–1      | Пријатељска                               |
| 11. | 22. април 1998.    | Брисел     | Белгија              | 1–0 | 1–1      | Пријатељска                               |
| 12. | 6. јун 1998.       | Плоешти    | Молдавија            | 4–0 | 5–1      | Пријатељска                               |
| 13. | 22. јун 1998.      | Тулуз      | Енглеска             | 1–0 | 2–1      | Светско првенство 1998.                   |
| 14. | 26. јун 1998.      | Париз      | Тунис                | 1–1 | 1–1      | Светско првенство 1998.                   |
| 15. | 2. септембар 1998. | Букурешт   | Лихтенштајн          | 6–0 | 7–0      | Квалификације за Европско првенство 2000. |
| 16. | 5. септембар 1998. | Атард      | Немачка              | 1–0 | 1–1      | Пријатељска                               |
| 17. | 14. октобар 1998.  | Будимпешта | Мађарска             | 1–0 | 1–1      | Квалификације за Европско првенство 2000. |
| 18. | 4. септембар 1999. | Братислава | Словачка             | 4–1 | 5–1      | Квалификације за Европско првенство 2000. |
| 19. | 4. септембар 1999. | Братислава | Словачка             | 5–1 | 5–1      | Квалификације за Европско првенство 2000. |
| 20. | 24. мај 2000.      | Амстердам  | Холандија            | 1–2 | 1–2      | Пријатељска                               |
| 21. | 12. јун 2000.      | Лијеж      | Немачка              | 1–0 | 1–1      | Европско првенство 2000.                  |
| 22. | 6. јун 2001.       | Каунас     | Литванија            | 2–0 | 2–1      | Квалификације за Светско првенство 2002.  |
| 23. | 15. август 2001.   | Љубљана    | Словенија            | 2–1 | 2–2      | Пријатељска                               |
| 24. | 16. октобар 2002.  | Луксембург | Луксембург           | 1–0 | 7–0      | Квалификације за Европско првенство 2004. |
| 25. | 16. октобар 2002.  | Луксембург | Луксембург           | 2–0 | 7–0      | Квалификације за Европско првенство 2004. |

## Тренер
Молдован је радио као спортски директор клуба Униреа Урзичени и био је тренер Васлуја. Дана 26. маја 2009. напустио је Васлуј након само седам месеци. Дана 28. јула 2009. италијански тренер Николо Наполи је напустио ФК Брашов и заменио га је Молдован, који је потписао двогодишњи уговор.
У јулу 2014. године, постављен је за селектора младе репрезентације Румуније, а заменио је на том месту Богдана Стелеу.

## Трофеји

### Клуб
Грасхоперс
- Прва лига Швајцарске: 1998.
- Куп Румуније: 1986, 1990.

Нант
- Лига 1: 2001.

Рапид Букурешт
- Куп Румуније: 2006, 2007.